# Dusona rufigaster
Dusona rufigaster là một loài tò vò trong họ Ichneumonidae.